# 青春の詩 (よしだたくろうの曲)
「青春の詩」（せいしゅんのうた）は、よしだたくろうの2枚目のシングル。 1971年4月25日にエレックレコードから発売された。

## 概要
ファーストアルバム『青春の詩』からのタイトルチューンで、翌1971年4月25日シングルカットされた。この曲により人気を高め、「フォーク界のプリンス」などと呼ばれるようになった。
同名アルバムのジャケットは赤い写真だが、本シングルのジャケットは拓郎の似顔絵で、この絵はエレックレコードの営業の女子社員が書いたという。当時は所属会社の社員が全部作っている時代だった。裏面の写真は「日比谷の野音だと思う」と拓郎は話している。
広島フォーク村時代に既に作っていた曲で、広島フォーク村名義のアルバム『古い船をいま動かせるのは古い水夫じゃないだろう』に収録することも可能だった。
ファーストシングル「イメージの詩」の抽象的な歌詞と比べて、当時の若者の"青春"を具体的な歌詞で綴る。こんなにもストレートに若者の心情が吐露される歌を誰も聞いたことはなかった。またサウンド面でいえば、拓郎自身、「ボクはフォークじゃない」と話すように、ベースを前面に押し出したバンドサウンドは、フォークソングというよりブルースロックである。
アルバムバージョンの歌詞に「ジュリー!ショーケン!キンチャン!」と出るが、「憧れてはいない。ザ・タイガースの広島公演を観に行ったが、演奏は下手も下手で、何だこれというぐらい下手で、ところが客席からの"キャー""キャー"が凄くて、俺たち（のバンド）も広島じゃすごい上手かったけど"キャー"がない。それで"キャー"といわれないと話にならないと生き方を定めた」と拓郎は話している。その後に見事、フォーク界で初めて"キャー"といわれた。
拓郎は2003年のインタビューで「今になるとこの詩の歌詞はよく分からんけど、おそらくつまんないことは何も言っていない。当時、20歳そこそこの思いの丈を歌っていると思う」などと自身で解説している。
1970年12月15日公開の日活映画『女子学園 ヤバい卒業』（夏純子主演・沢田幸弘監督）の劇中、同曲を歌唱する。

## 収録曲
- 全作詞・作曲:吉田拓郎

Side:A
1. 青春の詩（3分54秒）

Side:B
1. とっぽい男のバラード（3分27秒）